# Lauren Young
Lauren Anne Talde Young (Alexandria, Virginia, 8 de noviembre de 1993) es una actriz estadounidense-filipina. 

## Biografía
Su hermana mayor es la actriz y reina de belleza filipina Megan Young.

## Carrera
En 2012, se trasladó a "GMA Network" y eligió a Pia Magalona como su mánager.
Fue una de los 20 nuevos talentos introducidos, como "Star Magic Batch 13" de talento de gestión de ABS-CBN de la agencia Magic Star en 2006. Su primera aparición en televisión fue un cameo en el episodio Bampy de Komiks, en el 14 aniversario especial de Magic Star. 
Interpretó a Lea contraria a Piolo Pascual en Star Magic Presents: All About A Girl. Young fue una de los 19 recién llegados introducidos en la segunda temporada de las series de televisión de Star Magic Presents, Abt Ur Luv.
En 2007, interpretó a Bernice, la hermana menor de John Lloyd Cruz en la caja - película de oficinas One More Chance.
En 2008, interpretó a la antagonista y posesiva Paige en Your Song Presents: Impossible.

## Filmografía

### Series de televisión
| Año       | Título                                           | Rol                              | Cadena      |
| 2006      | Komiks Presents: Bampy                           | Ella misma                       | ABS-CBN     |
| 2006      | Love Spell Presents: "Wanted, Mr. Perfect"       |                                  | ABS-CBN     |
| 2006      | Star Magic Presents: "All About A Girl"          | Lea                              | ABS-CBN     |
| 2006–2007 | Star Magic Presents: Abt Ur Luv                  | Maria Cornellia "Nelle" Brondial | ABS-CBN     |
| 2007–2008 | Star Magic Presents: Abt Ur Luv, Ur Lyf 2        | Maria Cornellia "Nelle" Brondial | ABS-CBN     |
| 2007      | Your Song Presents: Kasalanan Ko Ba?             | Maya                             | ABS-CBN     |
| 2007      | Your Song Presents: Even If                      | Lucy                             | ABS-CBN     |
| 2007      | Maalaala Mo Kaya: Telebisyon                     | Young Elsa                       | ABS-CBN     |
| 2007      | Love Spell Presents: Bato                        | Irish                            | ABS-CBN     |
| 2008      | Star Magic Presents: Astigs in Haay...School Lyf | Josielyn                         | ABS-CBN     |
| 2008      | Star Magic Presents: Astigs in Luvin' Lyf        | Sandy                            | ABS-CBN     |
| 2008      | Lobo                                             | Zoey Cristóbal                   | ABS-CBN     |
| 2008      | Your Song Presents: Impossible                   | Paige                            | ABS-CBN     |
| 2008      | Maalaala Mo Kaya: Board Game                     | Marites                          | ABS-CBN     |
| 2008      | Maalaala Mo Kaya: Gayuma                         | Hermie                           | ABS-CBN     |
| 2008      | Maynila                                          | Mia                              | GMA Network |
| 2008–2009 | Lipgloss                                         | Karla                            | TV5         |
| 2009      | Your Song Presents: Underage                     | Corazón Serrano                  | ABS-CBN     |
| 2009      | Maynila                                          | Ruth                             | GMA Network |
| 2009      | Midnight DJ                                      | Cara                             | TV5         |
| 2009      | Maynila: Life's Lesson                           | Marie                            | GMA Network |
| 2009      | Maalaala Mo Kaya: Car                            | Joan                             | ABS-CBN     |
| 2009      | Maalaala Mo Kaya: Tsinelas                       | Russell                          | ABS-CBN     |
| 2009      | Dahil May Isang Ikaw                             | Rachelle                         | ABS-CBN     |
| 2010      | Maynila                                          | Sandy                            | GMA Network |
| 2010      | Midnight DJ                                      | Linda/Lindsay                    | TV5         |
| 2010      | Tanging Yaman                                    | Cindy                            | ABS-CBN     |
| 2010      | Maalaala Mo Kaya: Xylophone                      | Eleng                            | ABS-CBN     |
| 2010      | Maynila                                          | Iya                              | GMA Network |
| 2010      | Midnight DJ                                      | Jessie Soriano                   | TV5         |
| 2010      | Juanita Banana                                   | Sunny-Rose Buenaventura          | ABS-CBN     |
| 2010      | Maalaala Mo Kaya: Seaweeds                       | Young Zoraida                    | ABS-CBN     |
| 2011      | Mula Sa Puso                                     | Olivia "Via" Pereira             | ABS-CBN     |
| 2011      | ASAP                                             | Ella misma                       | ABS-CBN     |
| 2012      | Maalaala Mo Kaya: School Uniform                 | Nova                             | ABS-CBN     |
| 2012      | Oka2kat                                          | Celestina                        | ABS-CBN     |
| 2012      | Maalaala Mo Kaya: Bahay                          | Elnora                           | ABS-CBN     |
| 2013      | Mundo Mo'y Akin                                  | Darlene Carbonel/Darlene Mendoza | GMA Network |
| 2013      | Dormitoryo                                       | Hazel Mendoza                    | GMA Network |
| 2018      | Where Stars Land                                 | Mari (ep. 7-8)                   | SBS TV      |

### Películas
| Año  | Título                                       | Rol              | Cadena |
| 2007 | One More Chance                              | Bernice          |        |
| 2010 | Sa 'Yo Lamang                                | Lorraine         |        |
| 2011 | Zombadings 1: Patayin sa Shokot si Remington | Hannah           |        |
| 2012 | Tahanan                                      | Samantha Benitez |        |
| 2012 | Catnip                                       | Liv              |        |